# Mikoyan-Gurevich Ye-152P
Mikoyan-Gurevich Ye-152P là mẫu máy bay chiến đấu thử nghiệm tiên tiến của Liên Xô, loại máy bay này được phát triển dựa trên MiG-21 và được dùng để thiết lập các kỷ lục bay siêu âm.

## Lịch sử
Với những khả năng của động cơ R-15-300 được chấp nhận lắp đặt trên máy bay chiến đấu, OKB MiG đã xây dựng 2 mẫu tiên tiến hơn của Ye-152 vơi 1 động cơ phản lực thay thế 2 động cơ R-11F-300 trên Ye-152A. Vẫn giữ lại hệ thống như trên Ye-152A, Ye-152/1 và Ye-152/2 có động cơ là loại R-15-300 lực đẩy 6.890 kg và 10.210 kg với nhiên liệu phục trội. Một đôi cánh tam giác lớn có góc cụp là 53° 47', nó trang bị 2 tên lửa không đối không Raduga K-9. Ngoài ra còn có radar Uragan 5B, Ye-152/1 bay lần đầu tiên vào 16 tháng 5-1961, à trong quá trìng thử nghiệm, Ye-152/2 đã đạt tới vận tốc 2.740 km/h trên cao 22.500 m, Mach 2.28 đạt được trên độ cao 18.000 m với 2 tên lửa K-9. Việc phát triển được tiếp tục dựa trên thiết kế cơ bản đã dẫn đến việc chế tạo 2 mẫu nữa, nó được bay vào đầu năm 1961 với tên gọi Ye-152P.

Được trang bị hệ thống đánh chặn và dẫn đường hiện đại, Ye-152P có diện tích và thể tích lớn hơn cho phép tăng thêm nhiên liệu mang theo và nó có dự định trang bị một loại cánh mũi dài 3.50 m (chiều dài giữa 2 đỉnh cánh) cho phép máy bay đạt tốc độ siêu âm tốt hơn. Trong thực tế thì 2 cánh này không được lắp vào. 

Việc phát triển Ye-152 như những máy bay đánh chặn đã phải dừng lại do OKB đang dành hết mối quan tâm vào Ye-155P (MiG-25P), nhưng mẫu còn lại đã được hoàn thành cho việc nghiên cứu tốc độ cao với tên gọi Ye-152M, nó trang bị động cơ R-15B-300 có lực đẩy với nhiên liệu phụ trội là 10.210 kg. mẫu máy bay này đã đạt được tốc độ 2.601 km/h trong quãng đường 100 km (với tên gọi Ye-166) vào 7 tháng 10-1961, và đạt tốc độ tuyệt đối 2.681 km/h vào 7 tháng 7-1962.

## Thông số kỹ thuật (Ye-152P)

### Đặc điểm riêng
- Phi đoàn: 1
- Chiều dài: 19.66 m
- Sải cánh: 8.79 m
- Chiều cao: N/A
- Diện tích cánh: 42.02 m²
- Trọng lượng rỗng: 10.900 kg
- Trọng lượng cất cánh: 14.350 kg
- Động cơ: 1x R-15-300 lực đẩy 6.890 kg và 10.210 kg với nhiên liệu phục trội

### Hiệu suất bay
- Vận tốc cực đại: 2510 km/h
- Tầm bay: 1470 km
- Trần bay: 22670 m

### Vũ khí
- 2x tên lửa không đối không Raduga K-9

## Nội dung liên quan
MiG Ye-50 - MiG I-7U - MiG SM-12 - MiG I-75 - MiG Ye-152A - MiG Ye152P - MiG Ye-8 - MiG-23PD